# Passeport finlandais
Le passeport finlandais (en finnois : Suomen passi ; en suédois : finskt pass) est un document de voyage international délivré aux ressortissants finlandais, et qui peut aussi servir de preuve de la citoyenneté finlandaise.

## Liste des pays sans visa ou visa à l'arrivée
En janvier 2019, les citoyens finlandais peuvent entrer sans visa préalable (soit absence de visa, soit visa délivré lors de l'arrivée sur le territoire) dans 187 pays et territoires pour des voyages d'affaires ou touristiques de courte durée. Selon l'étude de Henley & Partners, la Finlande est classée quatrième, à égalité avec le Danemark, l'Italie et la Suède en termes de liberté de voyages internationaux.

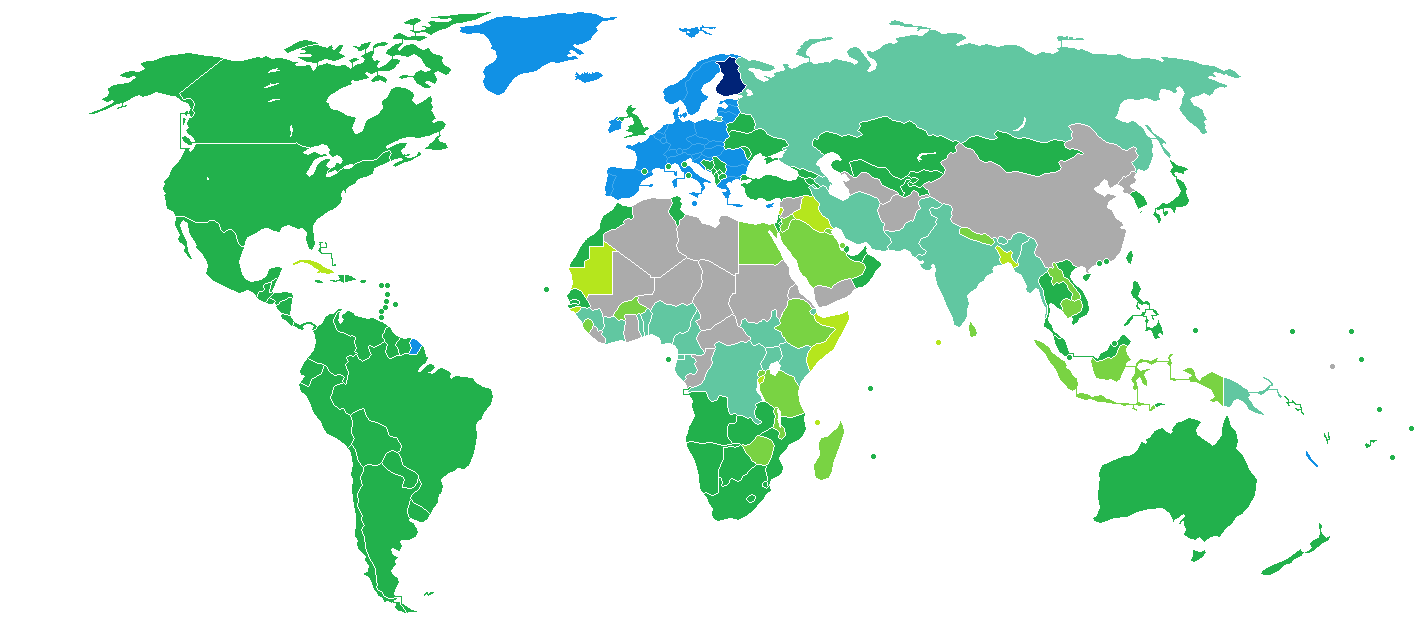
Pays et territoires avec des entrées sans visa ou un visa-sur-arrivée pour les titulaires de passeports finlandais
Finlande
Europe en liberté de mouvement
Visa non nécessaire
Visa à l'arrivée
Système de visa électronique
Visa électronique ou à l'arrivée
Visa requis avant l'arrivée